# Маркет (Небраска)
Маркет (енгл. Marquette) град је у америчкој савезној држави Небраска.

## Демографија
По попису из 2010. године број становника је 229, што је 53 (-18,8%) становника мање него 2000. године.
| Група             | 2000.       | 2010.       |
| Белци             | 278 (98,6%) | 222 (96,9%) |
| Афроамериканци    | 0 (0,0%)    | 0 (0,0%)    |
| Азијати           | 0 (0,0%)    | 0 (0,0%)    |
| Хиспаноамериканци | 4 (1,4%)    | 6 (2,6%)    |
| Укупно            | 282         | 229         |